# Pardosa pseudomixta
Pardosa pseudomixta là một loài nhện trong họ Lycosidae.
Loài này thuộc chi Pardosa. Pardosa pseudomixta được Yuri M. Marusik & Fritzén miêu tả năm 2009.